# 沙漠行星
沙漠行星，也稱為乾燥行星（dry planet）、乾旱行星（arid planet）或沙丘行星（dune planet），是地表廣泛存在與地球上炎熱沙漠相似的类地行星，而火星是目前已知唯一的沙漠行星。

## 科幻小说的引用
在科幻小说中，沙漠行星是指全星只拥有一种气候——即沙漠气候、降水量极少的行星。该类行星在现实世界和科幻作品中均十分常见。在某些作品中，沙漠行星表现出了水利专制统治的某些特征。最著名的沙漠行星莫过于弗兰克·赫伯特的《沙丘》系列的重要故事背景——阿拉基斯和《星球大战》中的塔图因。
由于沙漠行星在科幻小说中往往象征着孤立与自恃，并且好莱坞在亚利桑那州和新墨西哥州的沙漠中拍摄电影的成本相对较低，所以该类行星在科幻电影中一再出现。不过，《星際大戰四部曲：曙光乍現》中塔图因的拍摄地点为突尼斯。

从科学角度来看，科幻小说和电影中的沙漠行星并不真实，因为该类行星上缺乏植被，无法进行光合作用，进而也就缺乏氧气，并不适于人类生存。除非像沙丘般設定有其他維持氧氣平衡的機制，或者並非完全只有沙漠的表面。

### 被用作沙漠行星背景的真实行星
火星
在海盗号探测火星并发回探测资料之前和之后，许多科幻小说即把火星当做一颗沙漠行星。这些科幻小说包括：
- 漫画《星际牛仔》将火星描绘为21世纪十分重要的一颗殖民星球。
- 在李·布瑞凯特的火星人系列故事中，火星表面大部为沙漠所覆盖，其间零星分布着一些绿洲文明。
- 在拉瑞·尼文的众多小说的发生背景“已知空间”中，对于行星上居民来说，水是一种陌生的外来物质。
- 在菲利普·狄克的小说《火星时流》中，火星已经成为地球上的联合国的殖民地，该星上水资源极度匮乏，是一种严格配给物资，而水工联合会的主席则成为该星上权力最大的人。
- 2000年的电影《火星任务》讲述了美国航天航空局第一次载人探测火星任务遇到灾难性事故之后展开的一次营救活动，营救人员在火星上发现了火星人，而在火星西多尼亚区发现的“人脸地形”则构成了故事的重要情节。
- 2000年的电影《红色星球》讲述了一支从地球前往火星的远征队遭遇到了火星上可怕的昆虫而覆灭的故事。该片外景拍摄于澳大利亚和约旦的沙漠。
- 在《星际旅行》中，火星是第一颗经过改造适合人类生存的行星，至24世纪，火星轨道上的“乌托邦平原”船坞成为了一个重要的星际舰队基地。
- 火星亦出现在了亚瑟·查理斯·克拉克的科幻小说《火星之沙》中。
- 在电影《全面回忆》中，火星上居住着发生变异了的人类和劳工，在这里获得空气需要交税。

土卫六
- 《星际牛仔》将土卫六描绘为一个经过人类改造的、类似于撒哈拉沙漠的荒漠世界。
- 在DC漫画中，土卫六是精神力竞赛的基地，著名的超级英雄“土星女孩”即是来自土卫六，她是30世纪的超级英雄联盟的创始成员之一。
- 斯坦利·G·温鲍姆1935年创作的短篇小说《土卫六上的飞行》讲述了一对来自地球的夫妇与土卫六上寒冷、多风的沙漠气候作斗争的经历。
- 在《星际旅行》系列中，21世纪中叶的人类已经在土卫六上建立了一系列的圆顶状定居顶，其中一个更成为了地球被第三次世界大战毁灭之后人类的安全港。泽弗拉姆·科克伦曾经在土卫六上带过一段时间，而后进入企业号委员会。查尔斯·塔克三世在该卫星表面的一次训练任务中差点丧命。该卫星是星际舰队钟爱的航线中间站之一。至24世纪，这个荒漠世界已经完成改造，适于人类生存。
- 斯蒂芬·巴克斯特1997年的小说《泰坦》讲述了美国航空航天局前往土卫六的计划因为一次灾难性的着陆而近乎失败，执行计划的宇航员必须为生存而挣扎。巴克斯特生动的描绘了前往土星系的旅程。
- 在《变形金刚》中，土卫六这个荒漠世界上居住着外边近似人类的生物；五面怪曾经在此短暂的建立了一个基地，但不久之后即废弃了；后来土卫六上又建立起了super-Destron Metrotitan，被命名为“泰坦”。
- 电视剧《神秘博士》中,曾有一集的故事情节发生在土卫六上。

### 虚构的沙漠行星
- 电影《星际之门》中的阿比多斯星。
- 电影《惑星历险》中的牵牛星-四。
- 厄休拉·勒吉恩所著《一无所有》中的阿娜里斯星（并非严格意义上的沙漠行星，因为该行星上存在海洋，且大草原覆盖了大部分地区）。
- 弗兰克·赫伯特所著《沙丘》系列中的阿拉基斯星。
- 阿萨斯，即浩劫残阳——龙与地下城的一个战役背景设定，其最初由TSR设计，现在版权归属威世智公司。
- 《生化战士》中的巴拉·马格那，一颗在10多万年前遭遇灾变的大型乌托邦式行星。这次灾变导致星体分裂为三部分：较大的部分成为母星，较小的两部分成为两颗卫星。其上居住着格拉托利亚人和其他动物。
- 《沙丘世界》，来自史蒂芬·金的同名短篇小说。
- 戏仿电影《星际远征》中的“铍矿行星”。
- 1985年的电影《第五惑星》中的菲林四号行星。
- 2014年電影《星際效應》中的 艾蒙德斯星。
- 《星際大戰》系列的塔圖因。